# Namibia Tourism Board
Das Namibia Tourism Board (NTB; deutsch Namibisches Fremdenverkehrsamt) ist die staatliche Tourismusorganisation in Namibia. Sie ist als selbständige Körperschaft des öffentlichen Rechts dem Ministerium für Umwelt und Tourismus angegliedert.
Das NTB unterhält neben dem Hauptbüro in Windhoek auch Büros in Frankfurt am Main, London (Großbritannien), Peking und Shanghai (beide Volksrepublik China). Die Büros in Kapstadt und Johannesburg (beide Südafrika) wurden 2019 geschlossen.

## Aufgaben
Mit Erlass des Namibia Tourism Board Act, 2000 (Act No. 21 of 2000) wurde das NTB am 2. April 2001 gegründet. Zu den Aufgaben gehören vor allem:
- Nationales und internationales Marketing Namibias als Tourismusziel
- Registrierung und Überwachung der Standards aller Anbieter touristischer Leistungen
- Registrierung und Bewertung von Unterkünften in Namibia (u. a. anhand von Hotelsternen)
- Förderung der Ausbildung von Personal in der Tourismusindustrie
- Förderung der Entwicklung von umweltverträglichen touristischen Angeboten mit dem Ziel der langfristigen Wahrung der namibischen Natur